# Salix jejuna
Salix jejuna is een zeer kleine wilgensoort die enkel in de kalksteenvlaktes aan de uiterste noordkust van het Canadese eiland Newfoundland voortkomt. De soort staat in het Engels bekend als barrens willow.

## Morfologie
Salix jejuna wordt gekenmerkt door kleine ronde bladeren op korte bladstelen die dicht bij de stengels groeien. De groei-architectuur van de plant bestaat uit platte twijgmatten die zich over het grondoppervlak uitstrekken. Matten kunnen binnen enkele jaren groeien tot een lengte van 30 cm. De wilgensoort bloeit van eind juni tot half juli.

## Verspreiding en habitat
Salix jejuna is endemisch aan het uiterste noordnoordwesten van het Great Northern Peninsula, het meest noordelijke gedeelte van Newfoundland. De wilg komt voor langsheen een 30 km lange kuststrook tussen Eddies Cove en Cook's Harbour. De plant groeit daar op de koude, natte en winderige kalksteenvlaktes aan de kust, specifiek in zand of silt dat zich in openingen tussen de rotsen bevindt.

## Bescherming
Het Committee on the Status of Endangered Wildlife in Canada (COSEWIC) deelde Salix jejuna in 2001 in als "endangered" (bedreigd). Daarop werd de soort door zowel de Canadese overheid als de provincieoverheid officieel als bedreigde soort erkend. Hun populatie werd in het begin van de 21e eeuw geschat op iets meer dan 10.000 individuen.